# Claudia Grundmann
Claudia Grundmann (* 22. April 1976 in Berlin) ist eine ehemalige deutsche Eishockeyspielerin, die 14 Jahre lang für den OSC Berlin in der Fraueneishockey-Bundesliga spielte und mit diesem mehrere deutsche Meistertitel gewann.
Bei der deutschen Nationalmannschaft trug sie die Trikotnummer 29. Nach der Weltmeisterschaft 1999 wurde bei Grundmann Diabetes mellitus festgestellt, konnte aber ihre Sportkarriere fortsetzen.
International hat sie im Laufe ihrer Karriere insgesamt 191 Länderspiele absolviert, in denen sie 29 Tore und 26 Vorlagen bei 117 Strafminuten erzielte. Zudem lief sie bei den Olympischen Winterspielen 2002 (in Salt Lake City) und 2006 in Turin für Deutschland auf.
Ihr Heimat-Verein war ab 1996 der OSC Berlin, zuvor spielte sie beim DEC Eishasen Berlin. Ende der 1990er Jahre begann sie ein Studium der Sportwissenschaften an der Humboldt-Universität, dass sie später für zwei Jahre unterbrach, als sie als Sportsoldatin bei der Bundeswehr angestellt war.
2009 beendete sie ihre Karriere, um Architektin zu werden.

## Erfolge und Auszeichnungen
- Olympische Winterspiele
  - Olympia 2002 – 6. Platz
  - Olympia 2006 – 5. Platz
- Weltmeisterschaften
  - WM 1999
  - WM 2000 – 6. Platz
  - WM 2001 – 5. Platz
  - WM 2005 – 5. Platz
- Deutsche Meisterschaften
  - 2002 – 2. Platz
  - 2003 – 2. Platz
  - 2004 – 2. Platz
  - 2006 – Deutscher Meister
  - 2007 – Deutscher Meister
  - 2008 – 2. Platz
  - 2009 – Deutscher Meister

## Karrierestatistik
(Legende zur Spielerstatistik: Sp oder GP = absolvierte Spiele; T oder G = erzielte Tore; V oder A = erzielte Assists; Pkt oder Pts = erzielte Scorerpunkte; SM oder PIM = erhaltene Strafminuten; +/− = Plus/Minus-Bilanz; PP = erzielte Überzahltore; SH = erzielte Unterzahltore; GW = erzielte Siegtore; 1 Play-downs/Relegation; Kursiv: Statistik nicht vollständig)